# Нацизм
Наци́зм, сокращённо от национа́л-социали́зм (нем. Nationalsozialismus), также гитлери́зм — немецкая тоталитарная, экстремистская, ультраправая, расистская и антисемитская, социал-дарвинистическая идеология и движение в 1919—1945 годах.
Являлся одной из форм фашизма и крайней формой политического этнического национализма в рамках «фёлькише». Нацизм был идеологией Национал-социалистической немецкой рабочей партии (нем. NSDAP, НСДАП), существовавшей с 1920 по 1945 годы и возглавлявшей движение. Официальная политическая идеология нацистской Германии, основа нацистского режима в Германии (1933—1945).
Нацистское движение после Второй мировой войны называется неонацизмом, или просто нацизмом и включает действующие в различных странах мира экстремистские, националистические организации, близкие по своим программным установкам к старому немецкому нацизму либо считающие себя последователями НСДАП.
Нацизм сочетает идею «арийской расы господ», её биологического и культурного превосходства над другими расами, которые рассматриваются как «неполноценные», расовый антисемитизм («семитская раса» — евреи — рассматриваются как антипод и главный враг «арийской расы»), конспирологическую идею о «мировом еврействе» как главном враге германской нации, славянофобию, идею «арийского» (немецкого национального) социализма, антикоммунизм, антилиберализм, антидемократизм, гомофобию, эйблизм, антиплюрализм (народ воспринимается как «единая масса», движимая общей целью, отход от которой считается предательством; «желание одного — ничто, желание многих — закон»), антимодернизм («лобовую атаку европейского модернизма») и ярко выраженный антиинтеллектуализм, в том числе антиэволюционизм, антидарвинизм, имматериализм и полигенизм. Основы идеологии изложены в книгах «Моя борьба» (1925—1926) Адольфа Гитлера, «Миф двадцатого века» (1930) Альфреда Розенберга и др.
Нацизм ставил своей целью создание и утверждение на достаточном, с точки зрения нацистов, жизненном пространстве «расово чистого» государства «арийской расы», имеющего всё необходимое для благополучного существования на протяжении неопределённо долгого времени («тысячелетний рейх»). Гитлер стремился к завоеванию большей части Европы для Германской империи, именуемой Третьим рейхом.
Руководство Германии в 1933—1945 годах, опираясь на идеологию и расовую теорию нацизма, проводило жесточайшую внутреннюю и внешнюю политику, в том числе преследование и массовое уничтожение представителей различных этнических и социальных групп (евреев, цыган, безнадёжно больных и инвалидов и др.).
В 1939 году нацистская Германия развязала Вторую мировую войну, в ходе которой погибли десятки миллионов человек. В результате военного поражения в 1945 году от антигитлеровской коалиции нацистская Германия прекратила своё существование.
Ряд военных преступников нацистской Германии был осуждён в ходе нескольких судебных процессов. Основной, Нюрнбергский процесс над главными немецкими военными преступниками, — высшими руководителями нацистской Германии, проходил в 1945—1946 годах. Обвиняемые предстали перед Международным военным трибуналом.

## Терминология
Термин национал-социализм появился в результате попытки создать националистическое переопределение «социализма» — «альтернативу» международному социализму и свободному рыночному капитализму. Нацизм отвергал марксистские концепции классовой борьбы, космополитического интернационализма и стремился убедить все части нового немецкого общества подчинить свои интересы единой идее ради «общего блага», принимая политические интересы в качестве приоритета экономического устройства. Партия-предшественница нацистской партии, Немецкая рабочая партия, была переименована в Национал-социалистическую немецкую рабочую партию, чтобы привлечь левых рабочих, тогда как Гитлер был изначально против такого переименования.
Термин нацист (Nazi) самими национал-социалистами впервые был использован в 1926 году в публикации Йозефа Геббельса Der Nazi-Sozi. В брошюре Геббельса слово Nazi используется только в сочетании со словом Sozi как аббревиатурой от «национал-социализм».
После прихода к власти НСДАП в 1930-е годы использование термина Nazi отдельно или в таких сочетаниях, как «нацистская Германия», «нацистский режим» и т. д., было популяризировано изгнанниками из Германии за пределами страны. От них этот термин распространился в другие языки и в конечном итоге вернулся в Германию после Второй мировой войны. НСДАП на короткое время приняла обозначение Nazi в попытке повторно присвоить этот термин, но вскоре отказалась от этого и в целом избегала использования этого термина.
Гитлеризм определяется как синоним термина национал-социализм: фашистская диктатура в Германии, возглавлявшаяся Гитлером в 1933—1945 годах, а также идеология такой диктатуры. Ряд историков считает, что приравнивание национал-социализма к «гитлеризму» является упрощением, поскольку этот термин использовался до прихода Гитлера и нацистов к власти. Кроме того, различные идеологии, включённые в нацизм, прочно утвердились в определённых частях немецкого общества задолго до Первой мировой войны.

## Место в политическом спектре
Большинство учёных идентифицируют национал-социализм (нацизм) как форму ультраправой идеологии и политики, фашизма и крайнюю форму политического этнического национализма. Крайне правая идеология в нацизме включают идею, что существуют люди «высшей расы», которые имеют право доминировать над другими людьми и очищать общество от предполагаемых «низших элементов». Нацистская идеология стала продолжением более ранних политических теорий, которые породили также итальянский фашизм.
Различные идеологии, впоследствии сформировавшие нацизм, прочно утвердились в немецком обществе задолго до Первой мировой войны. После Первой мировой войны сильное влияние на нацистов оказали другие немецкие ультраправые, которые придерживались таких общих убеждений, как антимарксизм, антилиберализм и антисемитизм, национализм, презрение к Версальскому договору и осуждение Веймарской республики за подписание перемирия в ноябре 1918 года, которое позже привело к подписанию Версальского договора. Основным источником вдохновения для нацистов были крайне правые националистические фрайкоры-военизированные организации, которые участвовали в политическом насилии после Первой мировой войны. Первоначально среди ультраправых немцев после Первой мировой войны доминировали монархисты, но молодое поколение, которое было связано с национализмом в рамках движения «фёлькише», было более радикальным и не делало никакого акцента на восстановлении немецкой монархии. Это молодое поколение стремилось разрушить Веймарскую республику и создать новое радикальное и сильное государство, основанное на воинственной правящей этике, которое могло бы возродить «Дух 1914 года», связанный с немецким национальным единством (фольксгемайншафт).
Гитлер имел собственное понимание социализма, противоположное общепринятому, не считая коммунизм и марксизм разновидностями социализма. Он утверждал, что марксисты украли понятие социализм и исказили его смысл, и рассматривал социализм как древнюю «арийскую», германскую традицию. «Арийцы», по его словам, пользовались некоторыми землями сообща.
Существует мнение, что крайне-правые и крайне-левые в политическом спектре близки друг к другу («теория подковы»).

## Формирование
Нацизм возник в результате развития и радикализации немецкого национализма и национального романтизма. Этнический национализм появился в Германии на рубеже XVIII—XIX веков, когда страна была раздроблена. В его основе лежала идея культурного единства всех немцев независимо от государственной принадлежности. Теоретически это обосновал Иоганн Гердер, первым приписавший культуре черты индивида. Основу германского национализма составляло холистическое представление о населении, которое объединено общими языком и культурой и представляет собой своего рода единый организм, наделённый общей духовностью и общим психическим складом, что отличает его от таких же характеристик других народов. Духовность передаётся из поколения в поколение, то есть якобы наследуется биологическим путём и связывает народ с определённым физическим обликом. Эта связь обусловливает большую глубину и непрерывность истории народа, что позволяет искать его корни в далёком прошлом. Распространено представление, что именно в отдалённом прошлом народ обладал первозданной культурной и биологической чистотой.
Имея общий «дух», народ должен иметь и общие интересы, разделять единую идеологию. Радикальный национализм (интегральный национализм) признаёт деление общества на социальные группы или классы, но рассматривает их в качестве функциональных категорий, работающих на общее дело. Идеальной политической организацией считается единое общенародное государство с одной партией и одним лидером, что должно исключить борьбу классов. В нацизме эта идея выражена в лозунге: «Один народ, одна партия, один фюрер». До нацизма сходную позицию занимали русские черносотенцы. Культуры народов представляются как строго локальные, развивающиеся своим путём и неспособные достичь полного взаимопонимания по причине различного «народного духа».
«Народный дух» часто отождествляется с религией, поэтому возникает стремление создать или возродить собственную религию или национализировать одну из мировых религий. Генрих Гейне связывал национализм с язычеством. Разделявший его мнение философ Н. А. Бердяев отмечал закономерность тенденции перехода германского антисемитизма в антихристианство. Публицист Д. С. Пасманик (1923) писал, что последовательный антисемитизм должен отвергать не только иудаизм, но и христианство.
Утверждается, что «дух» народа определяется конкретным природным окружением, и тесные контакты с другими культурами разрушают «дух нации». Исторический процесс рассматривается в качестве борьбы разных народов и рас. Стремление сохранить культуру в «первозданной чистоте» и защитить свой народ от якобы враждебных ему народов и рас приводит к идее этнических чисток.
Нацистская концепция «арийской расы» развилась из более ранней супремасистской концепции расы, поддерживавшейся такими расовыми теоретиками, как Артюр де Гобино и Хьюстон Чемберлен. Нацистские теоретики оценили сочинение Гобино «Опыт о неравенстве человеческих рас» (1853—1855) настолько высоко, что отобранные фрагменты из него публиковались в 1930-е годы в популярных антологиях о расах и включались в обязательные школьные учебники.
Нацизм развился из системы националистических мировоззренческих ценностей, которые с конца XIX века получили большое распространение среди немцев Германии (рейхсдойче) и этнических немцев (фольксдойче) за пределами Германии: завоевание «жизненного пространства» для немецкой нации и обеспечение мирового господства Германии; объединение немцев при устранении классовых противоречий и неприятие интернационального марксистского социализма; «ариизация» — очищение немецкого общества и германского государственного аппарата лиц, рассматриваемых как чуждые и враждебные немецкому народу в расовом и этническом отношении. Эти настроения были усилены политическими потрясениями первой половины XX века, включая Первую мировую войну, Октябрьскую революцию 1917 года в России, Ноябрьскую революцию 1918 года в Германии, Версальский мирный договор 1919 года с тяжёлыми для Германии условиями, послевоенный кризис и др. В общественном сознании немцев сформировался конкретный образ «врага нации» — стремящееся к всемирному господству «мировое еврейство», достигающее своих целей с помощью «капиталистической плутократии» или демократических и марксистских партий.
Идея сочетания «национального» и «социального» подходов получила популярность в Германии до Первой мировой войны. В 1919 году в Мюнхене была создана антисемитская политическая партия с названием Немецкая рабочая партия (Deutsche Arbeiterpartei, DAP) и смешанной «национал-социалистической» идеологией. В 1920 году партия добавила к своему названию «Национал-социалистическая» и стала называть себя Национал-социалистической немецкой рабочей партией (Nationalsozialistische Deutsche Arbeiterpartei, NSDAP). В 1921 году Адольф Гитлер, который начинал в качестве оратора, выступавшего за эту партию, стал её вождем (фюрером).
Существенный вклад в формирование нацистской идеологии внесла эзотерика, которая в Германии и Австрии начала XX века была тесно связана с местным агрессивным национализмом и расизмом. На нацизм повлияла, в частности, теософия Елены Блаватской. Одним из связующих звеньев учения Блаватской и идеологии нацизма был барон Рудольф фон Зеботтендорф, преданный поклонник Блаватской и основатель Общества Туле, созданного в 1918 году в Мюнхене. Эта организация многое заимствовала из «Тайной доктрины» Блаватской. Среди её членов или близких к нему лиц было несколько будущих нацистских лидеров. Ещё в 1920 году Зеботтендорф называл евреев космическими врагами, и конечной целью, по его мнению, должно быть «очищение» от них. Другим связующим звеном был ученик Блаватской Карл Хаусхофер, чьи «геополитические» доктрины служили нацистам до и после 1933 года, и который, как предполагают некоторые, мог познакомить Гитлера с «Тайной доктриной» после их встречи в Ландсбергской тюрьме в 1924 году. Ещё один ученик Блаватской, Дитрих Эккарт, с гордостью заявлял, что посвятил Гитлера в «Тайную доктрину».
Социолог науки Джон Бернал в книге «Социальная роль науки» писал, что зарождение нацизма было подготовлено подъёмом иррационализма, среди прочего подпитывавшегося расцветом в Германии паранауки. Наука воспринималась негативно в общественном сознании Германии задолго до прихода к власти нацистов. Ф. Штерн писал, что на заре нацистского движения в Германии появляются «луддиты от культуры, которые в своём ослеплении ненавистью к модернизму готовы были вдребезги разнести всю „машинерию“ современной культуры». Ряд немецких учёных требовал признания верховенства «арийской» науки, которую следовало строить на интуиции, на понятии «эфира» (как субстанции духа), экспериментальных наблюдениях в противовес формализму и абстракциям и, прежде всего, наука должна производиться представителями именно «германской расы».
Нацизм делал ставку на самую молодую правящую элиту среди всех современных ему обществ: на момент захвата власти в 1933 году Геббельсу было 35 лет, Гейдриху — 28, Шпееру — 27, Эйхману — 26, Менгеле — 21, Гиммлеру — 35.

## Идеология

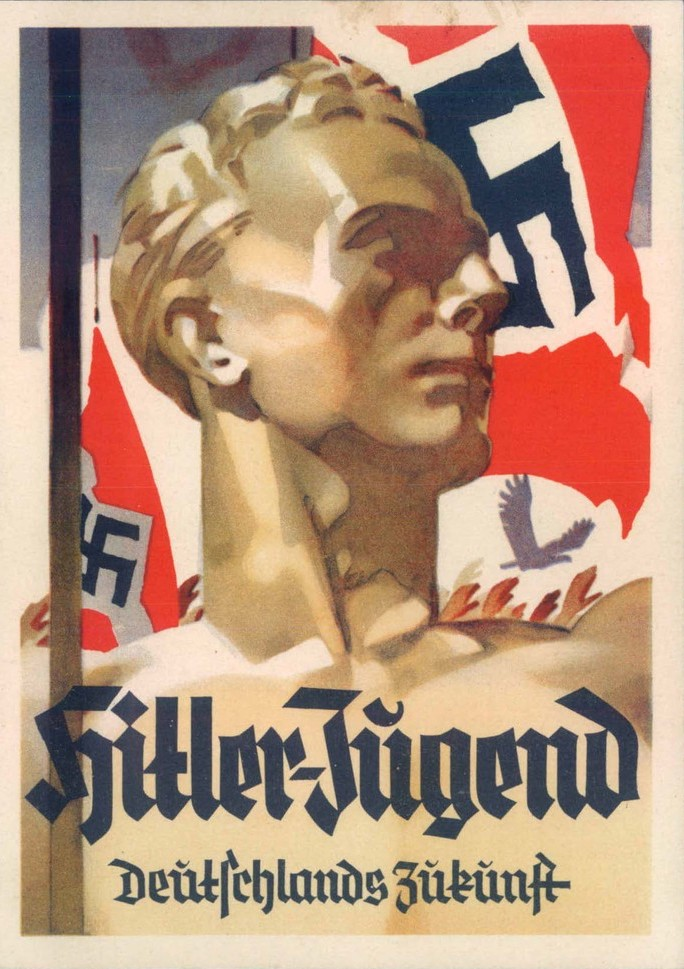
«Гитлерюгенд — будущее Германии». Пропагандистская открытка НСДАП с изображением «арийца», художник

Идеология нацизма отражена в программном документе «25 пунктов» (1920), составленном при участии Адольфа Гитлера, и позднее в его книгах «Моя борьба» («Mein Kampf», 1924; вторая часть — «Zweites Buch», 1928). Нацизм не был детально разработанным, непротиворечивым учением. Центральной идеей стала «арийская раса» и её противопоставление и противоборство с враждебной «семитской расой» (евреями). Эта идея служила основой для радикального, охватывавшего все сферы человеческой жизнедеятельности антисемитизма, определявшего в свою очередь стремление к борьбе против марксизма, большевизма, пацифизма, либерализма и демократии — согласно нацистскому учению, проявлений и инструментов реализации интересов «мирового еврейства». История понималась как непрерывная «расовая борьба» воспринимаемых с биологической позиции народов за выживание, защита и расширение необходимого им «жизненного пространства». Конечным результатом этой борьбы считалось установление мирового господства «арийской расы», превосходящей другие расы в биологическом и культурном отношении и занимающей высшую позицию в «расовой иерархии» — расы естественных господ. Идеология включала милитаризм: война была представлена естественным состоянием человечества, законным и единственно возможным средством утверждения мирового лидерства «народа-господина». Залогом победы в этой борьбе должна быть консолидация немецкой нации под руководством единого вождя («фюрера»), «расовая гигиена» — очищение нации от «расово чуждых» и «неполноценных» элементов, а также укрепление её «физического здоровья». Демонизируя евреев, нацисты изображали их как могущественную силу, почти равную «арийцам».
«Арийцами» назывались древние индоевропейцы, рассматриваемые как отдельная раса, а из современных народов — немцы и родственные им германские народы, которые, согласно нацистской идеологии, являются наиболее «расово чистыми» существующими народами «арийского происхождения». Нацистский расовый теоретик Ханс Гюнтер в своей книге «Расовая наука немецкого народа» (1922) определил каждый расовый подтип в соответствии с общим физическим обликом и психологическими качествами, включая «расовую душу» — со ссылкой на эмоциональные черты и религиозные убеждения. Он приводил детальную информацию о цвете волос, глаз и кожи, строении лица. Он писал, что немцы представлены всеми пятью выделяемыми им европейскими расовыми подтипами, но подчёркивал их сильное «нордическое» наследие.

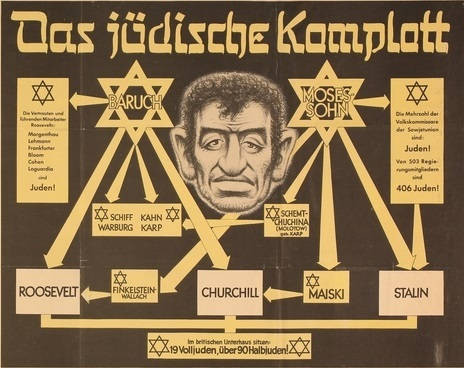
«Еврейский заговор». Нацистский плакат, отдел пропаганды НСДАП в Мюнхене, 1941. Антисемитизм в сочетании с антиамериканизмом, англофобией и теорией жидобольшевистского заговора

В концепции Гюнтера евреи происходят от неевропейских рас, особенно от расы, которую он классифицировал как «ближневосточную», более известную как арменоидный тип. Он утверждал, что такое происхождение делает евреев принципиально отличными от немцев и большинства европейцев и несовместимыми с ними. В своей работе «Расовые свойства еврейского народа» Гюнтер утверждал, что «расовая душа» «ближневосточной расы» характеризуется «коммерческим духом». Согласно Гюнтеру, «ближневосточный тип» представлен в основном коммерчески настроенными и ловкими торговцами, обладающими развитыми навыками психологического манипулирования. Он утверждал, что «ближневосточная раса» была «порождена не столько для завоевания и эксплуатации природы, сколько для завоевания и эксплуатации людей».

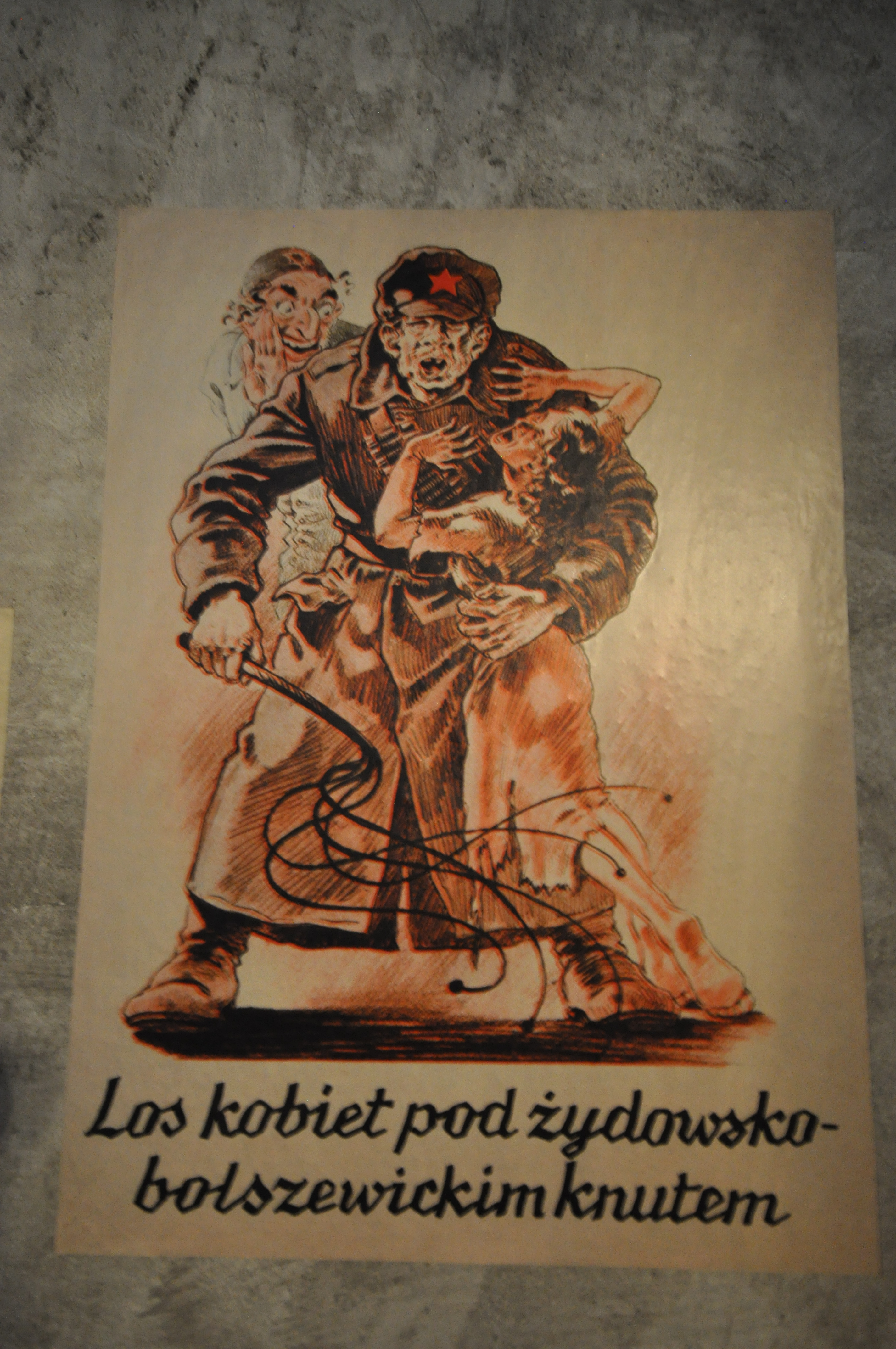
Нацистский плакат на польском языке «Судьба женщины под еврейско-большевистским кнутом». Еврей направляет «недочеловека»

Гюнтер считал, что славяне принадлежат к «восточной расе», отдельной от немцев и «нордидов», и предостерегал от смешения «немецкой крови» со «славянской». Гитлеровская концепция «арийской расы господ» («Herrenvolk») исключала из этой расы подавляющее большинство славян, поскольку считалось, что славяне испытывают опасное еврейское и азиатское влияние. По этой причине нацисты объявили славян «недочеловеками» («Untermenschen»). Идея нацистов, что славяне являются «низшими неарийцами», была частью планов по созданию «жизненного пространства на Востоке» для немцев и других германских народов в Восточной Европе, инициированных во время Второй мировой войны по «генеральному плану Ост». Миллионы немцев и других германских поселенцев должны были быть перемещены на завоёванные территории Восточной Европы, в то время как десятки миллионов славян предполагалось уничтожить, переселить или обратить в рабство.
Книге Гюнтера «Расоведение немецкого народа» в нацистской Германии придавалось существенное значение. В конце 1940 года она, наряду с «Майн кампф» Гитлера, была включена в список литературы для идеологической подготовки вермахта перед нападением на СССР.

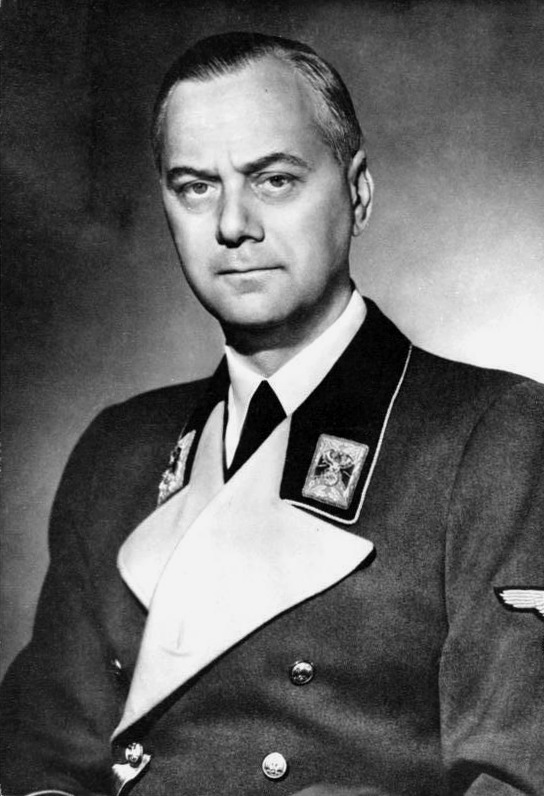
Альфред Розенберг, один из главных идеологов нацизма

Книга Альфреда Розенберга «Миф двадцатого века» (1930) была для нацистов второй по важности после «Майн кампф». Розенберг существенно повлиял на Гитлера, и, как считается, многое в «Майн кампф» было пересказом его идей. Розенберг заявлял о необходимости заново переписать мировую историю, стержень которой он видел в вечной борьбе между расами. Все крупнейшие достижения мировой культуры он относил к людям «нордической крови» и осуждал нынешний упадок германской культуры, которую разрушал либерализм. Розенберг связывал творческий дух с расой и отрицал его наличие у тех, кто происходил от смешанных браков. Розенберг рассматривал расу и народ как органическое единство души (народного духа) и тела, при котором сам образ мышления человека определялся строением его тела. Учение включало понятие «расовой души». Культуре, тесно связанной с народом, также приписывалась расовая мистическая основа, а национальному характеру — неизменность. Эти идеи обосновывали концепцию тоталитарного режима, сознательно ограничивавшего себя одним идеалом, одной политической партией и одним фюрером. Антиинтеллектуализм Розенберга наиболее явно выражался в призыве отринуть современную цивилизацию, построенную на излишнем интеллектуализме, разрывающим связи человека с природой и расой. Миф, по его мысли, содержал более глубокую истину, чем наука или здравый смысл. Розенберг сознательно строил «миф крови», или «религию расы» с целью создания нового человека и новой цивилизации. Для построения нового мифа Розенберг использовал исландскую «Эдду», германскую «Песнь о Нибелунгах», индийскую Ригведу греческую «Илиаду». Однако вопреки этим источникам, не знавшим понятия расы, историософия Розенберга рассматривала историю как борьбу рас.
Розенберг разделял популярную в начале XX века гипотезу австрийского инженера Ханса Хёрбигера о смене земных полюсов, и считал, что в далёком прошлом климат северных широт был значительно мягче. Там существовал обширный континент, связываемый им с легендарной Атлантидой, где возникла одарённая раса голубоглазых и белокурых культуртрегеров-«арийцев». После того, как древний континент ушёл под воду, эта раса распространила свою высокую культуру, включая первую письменность, по всему миру, создавая известные древние цивилизации. Богами «арийцев» были златокудрый Аполлон и воинственная Афина Паллада. Примордиальный культурный центр на далёком Севере был центральной идеей мистического Общества Туле, с которым Розенберг был связан в 1919—1920 годах. С этим обществом также были связаны многие другие ключевые фигуры будущей НСДАП. Главным мифом Розенберг считал солнечный миф, который, по его мнению, происходил с далёкого Севера, где сезоны года были ярко выражены и значение солнечного тепла и света осознавалось особенно явственно. Затем, по Розенбергу, азиатские расы перешли в наступление из своих центров в Малой Азии, и последовал упадок «нордической расы», причиной которого было межрасовое смешение, согласно одной из основных идей расизма, порождающее неполноценное выродившееся потомство. Это смешение произошло, потому что «арийцы» ввели демократические порядки — послабления в отношении рабов, эмансипацию женщин, помощь бедноте. «Арийские» небесные боги в его книге выступали против малоазийских земных богов. Упадок «нордической расы» также определяла смена прежних светлых патриархальных богов на привнесённые из Азии образы богинь со змеями.
Розенберг относил к «нордической расе» амореев (в действительности семитоязычный народ), что позволило ему объявить «нордическим» первоначальный Иерусалим, позднее, по его утверждениям, захваченный евреями. Эта идея позволила Розенбергу вслед за Хьюстоном Чемберленом считать Иисуса Христа «арийцем». Розенберг объявлял непримиримую войну христианству, которое не соответствовало «германскому духу». Он писал, что у основ Католической церкви стояли «этрусско-сирийские жрецы» и евреи. Они организовали средневековую охоту на еретиков ведьм, погубив последние остатки исконной «арийской веры» и исконного германского духа. Одним из наиболее пагубных действий Церкви, по Розенбергу, было навязывание всем расам единой религии и единого языка, навязывание «нордической расе» идеи греховности мира, которой у неё изначально не было. Розенберг утверждал, что люди и сама природа восстанут против этого неестественного порядка вещей.
С самого начала критиками отмечались многочисленные искажения Розенбергом исторических фактов. В ответ он называл учёных «коллекционерами фактов», лишёнными творческой фантазии. Как и его вдохновитель Хьюстон Чемберлен, Розенберг не имел исторического или антропологического образования. Истина для Розенберга состояла в том, что соответствовало интересам «органического расово-народного мировоззрения». Розенберг приходил к выводу, что миф сам будет создавать факты. Среди нацистских лидеров Розенберг был одним из главных противников советской России, и под его влиянием Гитлер пришёл к идеи колонизации славянских земель, в частности, аннексии Украины.
В «Майн кампф» (1925) Гитлер писал о роли германской крови: «Не раз в истории мы видели, как народы более низкой культуры, во главе которых в качестве организаторов стояли германцы, превращались в могущественные государства и затем держались прочно на ногах, пока сохранялось расовое ядро германцев. В течение столетий Россия жила за счёт именно германского ядра в её высших слоях населения».
Одним из ведущих теоретиков расовых исследований в нацистской Германии был Эгон Фрайхерр фон Эйкштедт, автор книги «Расовые основы немецкого народа» (1934). В 1938 году его ассистентка Ильзе Швидецки опубликовала под его редакцией книгу «Расоведение древних славян». Основной идеей книги было то, что праславяне принадлежали к нордической расе, однако к настоящему времени славяне утеряли нордический компонент, почти целиком подавленный в результате смешения с восточноевропеоидной, альпийской, динарской и средиземноморской расами. Этому посвящён раздел «К вопросу размытия черт нордической расы, или денордизации, славянских народов».
Нацистская концепция расы не была строгой и неоднократно менялась в политических целях. Расовые признаки Гитлера и многих других нацистских лидеров не соответствовали «арийским» стандартам.
Придя к власти, нацисты оказали поддержку большому числу видов паранауки, включая астрологию, гиммлеровскую «теорию мирового льда», «учение о расовой чистоте», которые стали официально признанными и финансируемыми государством «профессиональными» сферами. В эту деятельность оказалось вовлечено большое число врачей, юристов, учёных и других академических специалистов, что объясняется осознанной лишь «постфактум» моральной неустойчивостью интеллектуалов, проявленной ими в условиях общекультурной катастрофы, тогда как политики и деятели паранауки, напротив, легко установили связи и объединились.
Немецкий нацизм использовал древнегерманскую мифологию и одновременно сам создавал различные мифы — расовый и др. Нацизм отличается ярко выраженным антиинтеллектуализмом и антинаучностью, поскольку входит в резкое противоречие с научными знаниями и стремится подчинить науку своим интересам. В нацистской Германии ценность научной методологии и объективного знания отрицалась, единственной методологической основой для историков объявлялся «германский патриотизм». В Германии 1930-х годов получили развитие псевдонаучные школы, которые, имея поддержку нацистских властей, осуществляли погромы своих оппонентов. Науки, с которыми нацисты были не согласны, объявлялись «еврейскими» и враждебными. Так под удар попали механика и материализм, которые были запрещены для изучения и проработки на законодательном уровне как «порождение мирового еврейства».
К числу таких течений принадлежала школа австрийского инженера Ханса Хёрбигера, создавшая мистическую схему мировой истории, опиравшуюся на доверие к древним мифам в фантастической трактовке. Эта школа создала доктрину вечного льда, включающую теорию катастроф, идеи о «допотопных цивилизациях» (в том числе об Атлантиде), людях-богах, цикличности мировой истории, обусловленной вечной борьбой между «космическим льдом» и огнём. Доктрина включала учение, что Луна была захвачена Землёй, что привело к изменению положения полюсов, затем к оледенению, вызвавшему смену рас и упадок цивилизаций. Создатели прежних цивилизаций обладали высшими знаниями и сохранили эти тайные знания для будущих поколений. Другая нацистская школа развивала идею полой Земли. Одним из идеологов нацизма был Герман Вирт, голландско-немецкий этнолог и мистик, автор псевдонаучной теории о высокоразвитой арктической («гиперборейской») «арийской» цивилизации. При поддержке рейхсфюрера СС Генриха Гиммлера в 1935 году Вирт стал первым руководителем Аненербе, псевдонаучной организации, созданной для изучения в рамках эзотерики истории и наследия «нордической расы».
Обычно для описания идеологии нацизма его исследователи используют расплывчатую характеристику «социального дарвинизма», которая сама по себе предполагает связь нацизма и дарвинизма. Некоторые из них даже обозначают его как один из центральных и основополагающих элементов идеологии нацизма. При этом подавляющее большинство учёных признаёт, что одним из вдохновителей нацизма и Гитлера в его идеологии расового превосходства, расового антисемитизма и расовой борьбы был немецкий ученик Чарлза Дарвина Эрнст Геккель. В 1971 году историк Дэниел Гасмен утверждал, что Геккель заложил основы для нацистской идеологии задолго до её появления и обеспечил научное обоснование для идей нацизма. Гасмен заявлял, что для Геккеля «евреи были первоначальным источником упадка и болезненности современного мира и что он стремился добиться их немедленного исключения из современной жизни и общества». В дальнейшем утверждение Гасмена поддержал историк науки и палеонтолог Стивен Джей Гулд, заявляя, что наибольшее влияние Геккель оказал не на биологию, а на идеологию нацизма, поскольку он был эволюционным расистом и призывал к «расовой чистоте» немецкого народа, что в сочетании с любовью к науке среди образованных слоёв немцев способствовало подъёму нацизма как идеологии. В дальнейшем разные учёные, особенно критики эволюционизма в целом и теории Дарвина в частности, пытались отождествить взгляды Гитлера и Дарвина, связав идеолога нацизма с дарвинизмом. Несмотря на это, заявления учёных об антисемитизме Геккеля и Дарвина противоречат действительности: хотя первый и настаивал на необходимости соблюдения чистоты «немецкой расы» и превосходстве европеоидов над остальными «расами», в своей научной работе по теории видов он расположил евреев на той же ступени эволюции, что и немцев и других европейцев, что слабо сочетается с идеологией расового антисемитизма. Но при этом всём Геккель находился под сильным влиянием набравшего тогда широкое распространение движения «фёлькише», обладая романтическим и идеологизированным взглядом на немецкий народ, и был абсолютно убеждён в превосходстве «арийской расы», и эта концепция была принята немецким народом после поражения в Первой мировой войне и широко въелась в общественный разум. В связи с этими факторами учёные расходятся во мнении, был ли сам Гитлер сторонником идей дарвинизма или нет, однако если и был, он значительно преобразовал идеи Дарвина в рамках нацизма, добавив в них «семитскую расу», которую не выделяли ни Дарвин, ни его ученики. Предположения о прямой связи нацизма с дарвинизмом и о том, что нацизм целиком вышел из него, часто используются среди противников Чарлза Дарвина, однако они не могут быть признаны однозначно верными: хотя Гитлер и был сторонником идеи «расовой пирамиды», она появилась задолго до Дарвина и не была уникальна для его теории, и прямых доказательств связи именно с дарвинизмом нет. Работы самого Геккеля, при этом, как и работы «интеллектуальных предателей» нацизма, как Генрих Манн и Альберт Эйнштейн, были запрещены в Германии как «выступающие за поверхностное научное просвещение примитивного дарвинизма и монизма» с полным запретом изучения теории Дарвина. Также нацистские учёные и Гитлер лично были широко известными противниками другого тезиса Дарвина — о происхождении всех человеческих рас от обезьяны. Нацистские учёные и идеологи последовательно опровергали происхождение «арийцев» от обезьян, считая этот тезис Дарвина и его учеников антинаучным и противоречащим природе. Отверждение нацизмом дарвинизма было не в последнюю очередь связано с его связью с материализмом, объявленным нацистами «враждебной еврейской школой».
Так или иначе, под вдохновением от учения Дарвина и в особенности Геккеля, расологи и идеологи ДАП организовали собственную доктрину: в 1919 году, после смерти Геккеля, в партии пообещали «существенно улучшить его расовые теории», особенно поблагодарив учёного за их создание и распространение, в связи с чем партия была переименована в НСДАП. Национал-социализм под вдохновением учения Геккеля превратился в «прикладную биологию». В нацистской идеологии де-факто не было практически ни одного тезиса (кроме «семитской расы») не придуманного в своё время Геккелем и не известного на тот момент образованному немцу. Нацистская расовая политика целиком выходила из дарвинизма Геккеля в понимании этого дарвинизма самими нацистами. Нацистский взгляд на расу содержал три тезиса: 1) происхождение биологических рас от разных видов древних животных; 2) превосходство одних рас в развитии над другими; 3) конкуренция рас за контроль над жизненным пространством. Гитлер утверждал, что «низшие расы» — евреи, «негры», «ведийцы» — ближе по своему уровню развития к млекопитающим, нежели к «арийским» европейцам, в особенности немцам, и что война — единственный способ борьбы за поддержание «здоровья расы» в нынешнем мире.

## Символика
Главный символ нацизма, свастика, был основным наследием ариософии. Молодой Гитлер вдохновлялся лекциями поэта Альфреда Шулера, который принёс ариософскую идею свастики в Германию. В представлении Гитлера свастика символизировала «борьбу за торжество арийской расы». В таком выборе соединилось и мистическое оккультное значение свастики, и представление о свастике как об «арийском» символе (ввиду её распространённости в Индии), и утвердившееся уже использование свастики в немецкой крайне правой традиции: её использовали некоторые австрийские антисемитские партии. НСДАП использовала не лево-, а правосторонний её вариант. Это произошло вопреки мнению эрудированного члена Общества Туле, зубного врача Фридриха Крона, который ссылался на буддизм, где левосторонняя свастика означает удачу и здоровье, а правосторонняя — упадок и смерть. Однако большинство членов Общества Листа и Общества Туле не придавали этому большого значения и отдавали предпочтение правосторонней свастике. Это мнение разделял и Гитлер. Символом нацизма стала правосторонняя свастика, вписанная в белый круг на красном фоне. Этот дизайн был предложен Кроном, богатую домашнюю библиотеку которого посещал Гитлер. Впервые данная свастика появилась на митинге НСДАП в Штарнберге 20 мая 1920 года.

## Практическая реализация

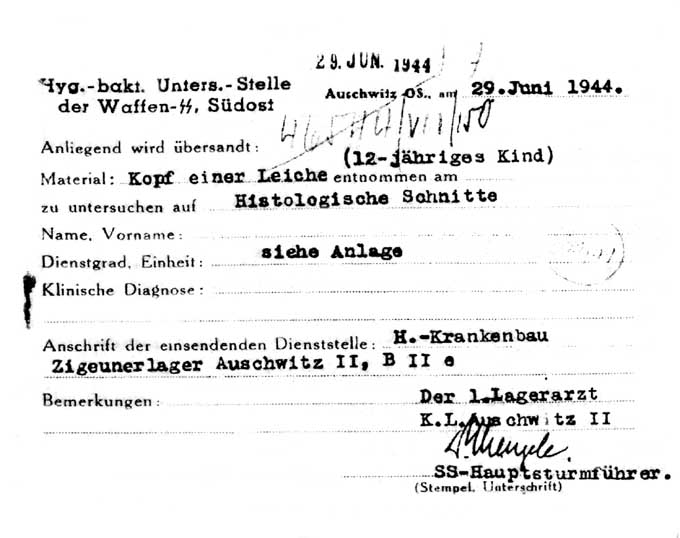
Запрос, в котором доктор Йозеф Менгеле требует предоставить ему для «исследования» голову 12-летнего ребёнка. Из архива цыганского сектора лагеря Освенцим

24 февраля 1920 года Гитлер, выступая в пивном ресторане Хофбройхаус (Hofbräuhaus), огласил составленные им, Дрекслером и Федером «двадцать пять пунктов», которые стали программой нацистской партии. Программа сочетала пангерманизм, требования отмены Версальского договора, антисемитизм, требования «социалистических преобразований» и сильной центральной власти.
На выборах в Рейхстаг 5 марта 1933 года представители НСДАП совместно с Немецкой националистической народной партией (DNVP), которая самораспустилась 27 июня 1933 года, получили большинство (52 %) голосов. При этом повсеместно сторонники Гитлера получали больше голосов, чем любая другая партия. Максимальный процент голосов, поданных за коммунистов, был подан в Берлине, где голоса за них и за сторонников Гитлера поделились поровну. Только за НСДАП по Германии проголосовало 43,9 % населения.
В немецкой исторической литературе эпоха нацистской Германии называется временем «восхищения и террора» (Faszination und Gewalt)
 Для объединения нации в то время весьма эффективно использовался лозунг: «Один народ, одна империя, один вождь» (Ein Volk, Ein Reich, Ein Führer)
Для противостояния внешнему врагу в лице международного капитала (в первую очередь — Франции) и «Коминтерна», в довоенной Германии была организована служба информации населения, находившаяся под постоянным жёстким партийным контролем. С этой целью 13 марта 1933 года было создано Имперское министерство народного просвещения и пропаганды во главе с Йозефом Геббельсом.
Существовала строгая цензура, а вредные с идеологической точки зрения книги публично уничтожались процессом сожжения. 7 мая 1933 года был опубликован список печатных произведений «антинемецкого» содержания. Их предлагалось изъять из продажи и библиотек. В начале мая состоялись публичные сожжения подобной литературы.

### Программные установки Гитлера
Выступая перед представителями верховного командования вермахта 3 февраля 1933 года, Гитлер высказался следующим образом:
«…важнейшей предпосылкой для достижения цели является возрождение политической мощи (нем. politische Macht), на что должны быть мобилизованы все ресурсы, которыми располагает государство».
1. Внутри государства. Полный отказ от прежней внутренней политики. Нетерпимость к любым попыткам отвлечь от выполнения этой задачи (в том числе отказ от пацифизма). Кто не подчиняется этому, должен быть принуждён подчиниться. Искоренение марксизма. Убеждение молодёжи и народа в целом в том, что нас может спасти только борьба, и что возврата к прошлому нет. (Проведение политики расширения нацизма с целью привлечь миллионы к национал-социализму). Воспитание юношества в военном духе любыми средствами. Введение смертной казни в отношении всех предателей народа и государства. Строгое авторитарное управление страной. Устранение любых метастаз демократии.
2. Вне государства. Противостояние диктату Версаля. Завоевание равных прав на основании Женевских соглашений, что будет бесполезно в случае, если народом не овладеет воля к вооружённой борьбе. Забота о союзниках.
3. В хозяйстве. Забота о сельском населении. Простое увеличение экспорта бесполезно, поскольку покупательная способность в масштабах мировой экономики ограничена и имеет место перепроизводство продукции сельского хозяйства. Единственный выход из создавшейся ситуации с безработицей лежит в политике освоения новых территорий. Однако это длительный процесс и быстрых результатов в ближайшее время ждать не приходится, ибо жизненного пространства у немецкого народа слишком мало.
4. Возрождение вермахта. Это важнейшая предпосылка для успешного достижения цели. Введение всеобщей воинской обязанности. При этом органы государственной власти должны бдительно следить, чтобы армия не была поражена пацифизмом, коммунизмом или большевизмом или, по крайней мере, эти идеи никак не влияли бы на исполнение воинского долга[99].

### Расовая политика

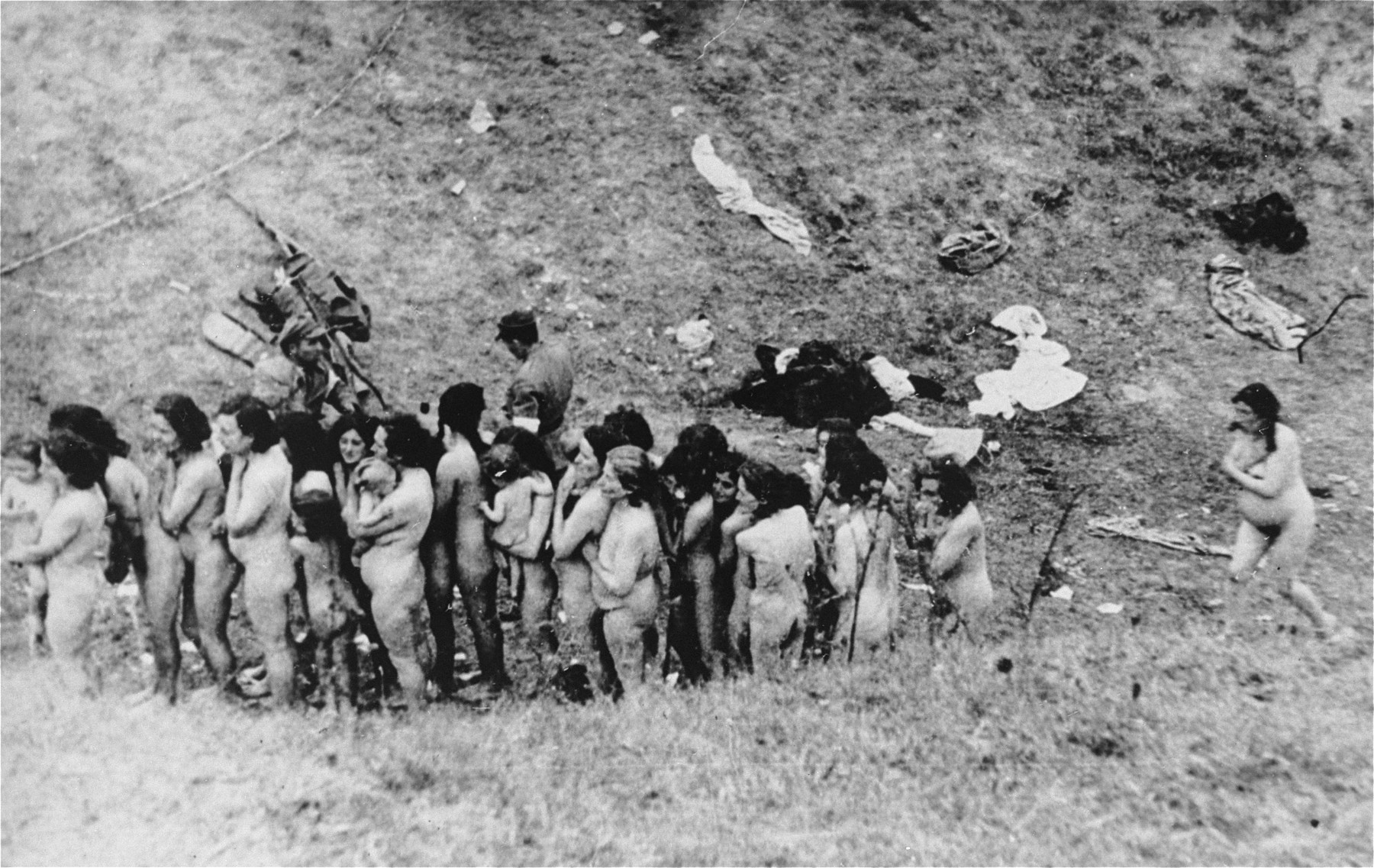
Еврейские женщины из гетто в Мизоче (Польша, ныне Украина), некоторые из которых держат на руках детей, ждут очереди на свою казнь, осуществляемую сотрудниками немецких Полиции безопасности (Зипо) и Службы безопасности (СД) при поддержке Украинской вспомогательной полиции

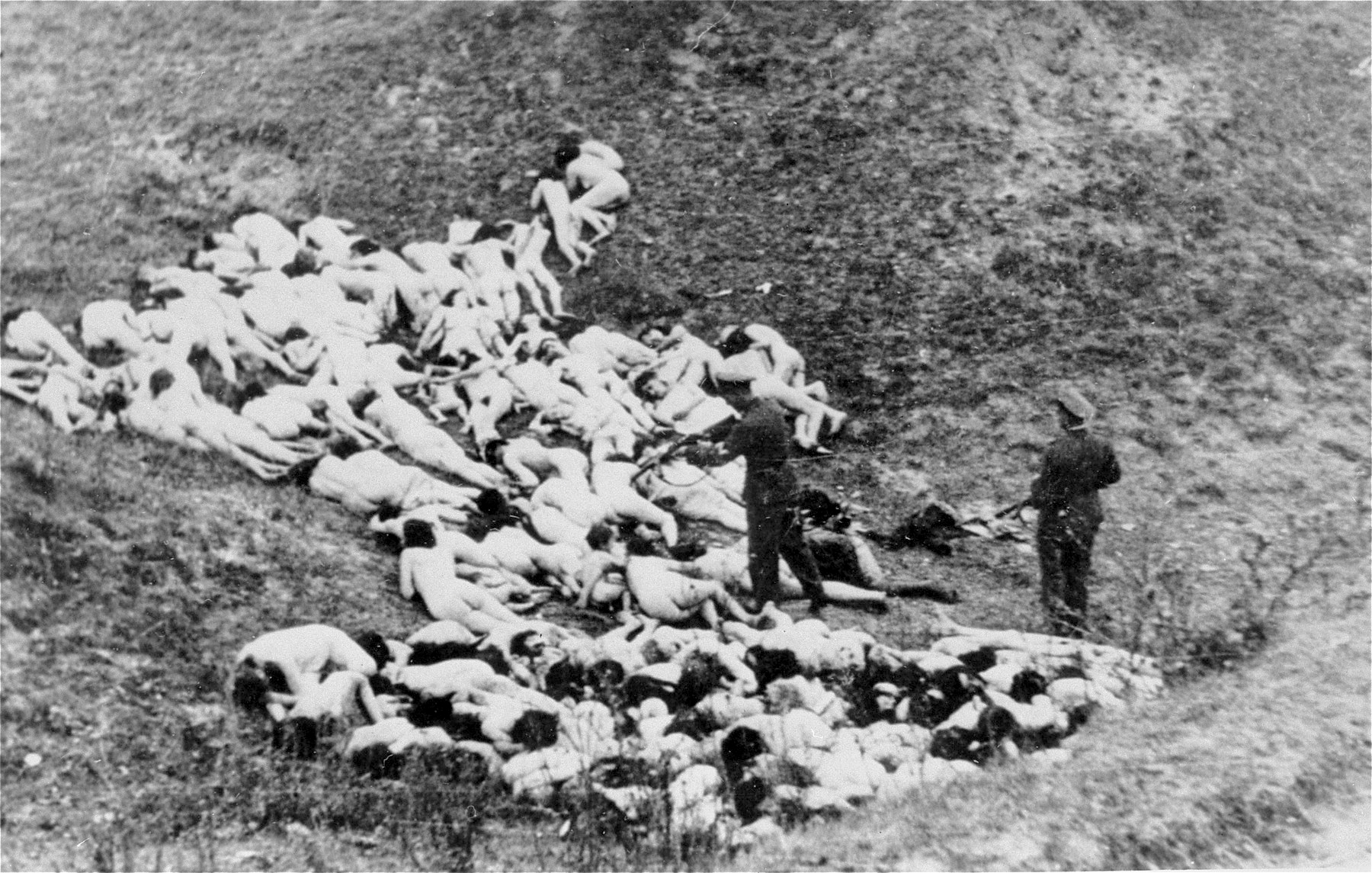
Немецкий полицейский добивает выживших еврейских женщин и детей после массовой казни

В нацистской Германии и на оккупированных ею территориях нацисты проводили политику расовой дискриминации и ксенофобии, основанной на концепции «расовой гигиены».
Концепция «расовой гигиены» утверждала, что смешение рас якобы даёт нежелательные последствия, поэтому необходимо разделять людей на представителей высшей расы и низших элементов и необходимость соответствующего отбора. Первых следовало искусственно поддерживать, тогда как воспроизводство вторых требовалось предотвращать. Эта концепция также требовала проводить стерилизацию или уничтожение алкоголиков, эпилептиков, лиц с различными наследственными болезнями, слабоумных. Стремление к поддержанию «расовой гигиены» реализовывалось в государственных программах истребления различных категорий людей, в том числе в «Программе Т-4».
В соответствии с принципами «расовой гигиены» главным объектом преследования стали евреи, которые были лишены прав гражданства, возможности работать на государственной службе, иметь частную практику и собственный бизнес, вступать в брак с немцами (немками) и получать образование в государственных учебных заведениях. Их собственность и предприятия регистрировались и подвергались конфискации. Постоянно совершались акты насилия, и официальная пропаганда разжигала либо подогревала среди этнических немцев чувства предубеждения и ненависти к евреям. Позже евреи были подвергнуты планомерному уничтожению. Аналогичные действия совершались по отношению к славянам, цыганам, душевнобольным, инвалидам, гомосексуалам и ряду других категорий людей, считавшихся «неполноценными».
Военные захоронения во время Второй мировой войны планировались и создавались вермахтом под руководством нацистов в качестве «священных прибежищ немецкого героизма». Немецкие солдатские могилы рассматривались как святыни и почитались в качестве памятников жертвам, борьбе, мужеству и верности немцев. В рамках национал-социалистического культа мёртвых вермахт добивался создания масштабных захоронений как последнего почётного пристанища солдат, отдавших жизнь за фюрера, народ и отечество. Погибшие продолжали принадлежать вермахту и после своей смерти. Это представление и логистические трудности стали причиной для запрета вермахтом транспортировки тел в период войны на родину. В вермахте военнослужащий лишался индивидуальности, подчинялся идее служения и смерти во имя военных целей.

## Нацизм и религия
В рамках нацизма получило распространение созданное в XIX веке авторами расовых теорий «арийское христианство» («деиудаизация», «арианизация» христианства), антисемитская идеологическая концепция, согласно которой христианство имеет «арийское» происхождение и сущность и должно быть очищено от наследия иудаизма. Центральной была идея «арийского Иисуса»: утверждалось, что Иисус Христос по происхождению или по духу был «арийцем». Перед сторонниками «арийской» идеи, в том числе национал-социализма, стоял вопрос об отношении к христианству как к религии, тесно связанной с иудаизмом. Часть из них отвергла христианство и обратилась к неоязычеству, другие стремились очистить христианство от любых следов иудаизма и вернуться к «изначальному» «арийскому христианству». Умеренные сторонники «арийской» идеи принимали христианскую этику, считая её «арийской», тогда как радикалы усматривали в ней еврейское наследие, поскольку «арийское героическое начало» никак с ней не сочеталось.
В 1933 году Гитлер подписал Имперский конкордат — договор с Ватиканом о невмешательстве нацистов в дела католических организаций, также запрещавший церковнослужителям участвовать в германской политике. Тем не менее, режим продолжал наступать на христианские церкви с целью ослабить их влияние. В 1935—1936 годах были арестованы сотни священников и монахинь, нередко по сфабрикованным обвинениям в незаконных валютных операциях и преступлениях сексуального характера. Геббельс широко афишировал судебные процессы в рамках своих пропагандистских кампаний. Общественные собрания были ограничены, католические издания подвергались цензуре. Католические школы были обязаны сократить программы религиозного обучения, в то время как из всех государственных учреждений были удалены распятия. Гитлер часто подвергал сомнению первоочерёдность «борьбы с церковью» (нем. Kirchenkampf), однако его воспалённые комментарии по данному поводу побудили Геббельса к ускорению секуляризации. В феврале 1937 года он заявил о своём желании устранить протестантизм как таковой.
В 1937 году в ответ на преследования папа Римский Пий XI издал энциклику «Mit brennender Sorge» («С огромной обеспокоенностью»). Энциклика, выпущенная на пятое воскресенье великого поста, была тайно привезена и распространена в Германии. В ней папа осуждал систематические гонения режима на церковь. Геббельс с новой силой подверг католические религиозные институты преследованиям и пропагандистским нападкам. 28 мая он выступил в Берлине с речью. Присутствовавшие 20 тысяч членов НСДАП, а также радиослушатели услышали, как он обвинил католическую церковь в моральном разложении. Итогом кампании стало резкое падение количества учащихся в церковных школах: к 1939 году все они были закрыты или преобразованы в государственные учебные заведения. Угрозы и преследования вынудили представителей духовенства сдерживать критику в отношении режима. Отчасти опасаясь негативных последствий во внешней политике, Гитлер в июле 1937 года приказал свернуть борьбу с церковью.

## Оценки

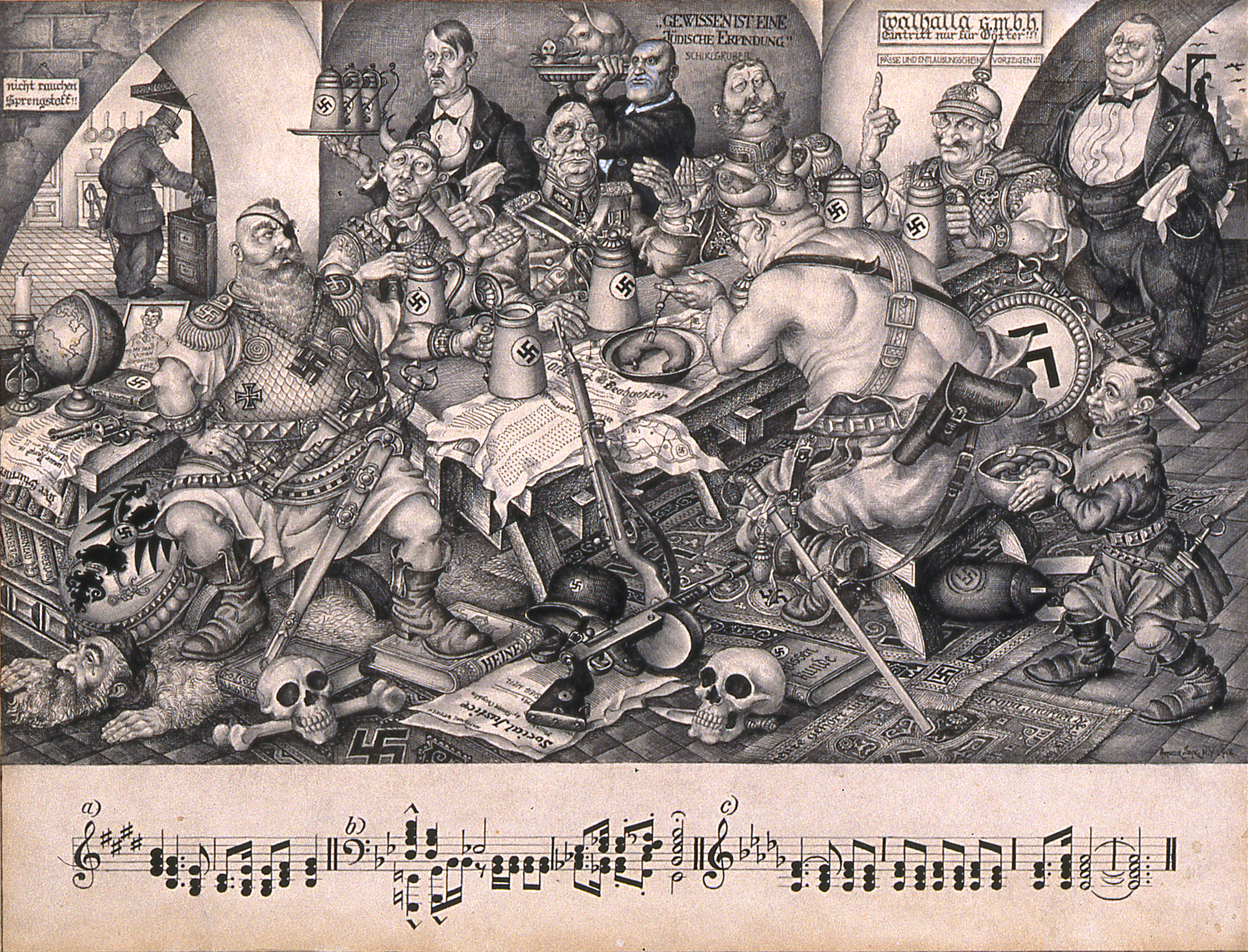
Карикатура Артура Шика 1942 года. Дворец Вотана, Вальхалла, в виде немецкой пивной, где одноглазое божество пьёт с «героями» имперского прошлого Германии, а Гитлер, Муссолини, Геринг и Геббельс выполняют роль официантов

Отношение к нацизму в сильной степени зависело от политической конъюнктуры.
Отношение к нацизму как идеологии, конкурирующей в борьбе за симпатии рабочего класса, среди коммунистов было резко отрицательным. Хотя как в партийной символике, авторитарном стиле правления и в ряде лозунгов (например, в риторике левого крыла НСДАП, маршевых песнях СА, гимне НСДАП — песне Хорста Весселя, гимне Немецкого Рабочего Фронта, идеологической опоре на «человека труда», будь тот крестьянин или рабочий) наблюдалось ощутимое совпадение.
Однако период действия Пакта о ненападении (с 23 августа 1939 года по 22 июня 1941 года) было временем, когда, по выражению народного комиссара иностранных дел СССР В. М. Молотова «на смену вражде, всячески подогревавшейся со стороны некоторых европейских держав, пришло сближение и установление дружественных отношений между СССР и Германией». По его мнению,

Идеологию гитлеризма, как и всякую другую идеологическую систему, можно признавать или отрицать, это — дело политических взглядов. Но любой человек поймёт, что идеологию нельзя уничтожить силой, нельзя покончить с нею войной. Поэтому не только бессмысленно, но и преступно вести такую войну, как война за «уничтожение гитлеризма», прикрываемая фальшивым флагом борьбы за «демократию».

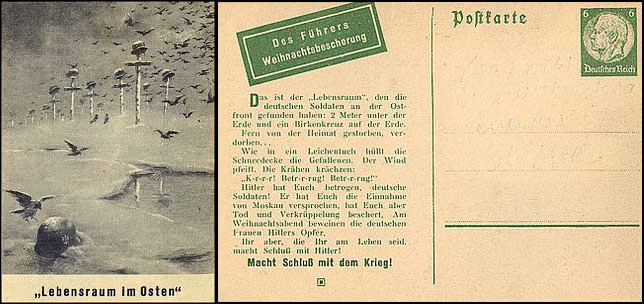
Советская маркированная военно-пропагандистская почтовая карточка, декабрь 1941. Открытка изображает заснеженное солдатское кладбище с крестами, немецкими касками на них и надписью: «Lebensraum im Osten» («Жизненное пространство на востоке»)

Но в дальнейшем, после нападения Германии на СССР, советские взгляды на национал-социализм вернулись к прежнему состоянию. Окончательная оценка была дана процессом в Нюрнберге. Ныне параграфом 86а Уголовного кодекса Германии запрещена пропаганда нацизма как антигосударственной идеологии.
В 2007 году социологическая служба «Forsa» по заказу журнала «Stern» провела опрос среди немцев, были ли у национал-социализма позитивные стороны, такие как строительство автобанов, ликвидация безработицы, низкая преступность или культ семьи. Двадцать пять процентов респондентов ответили на вопрос положительно.
20 декабря 2012 года Генеральная Ассамблея ООН приняла резолюцию, предупреждающую страны о недопустимости героизации нацизма, определённых видов практики, которые способствуют эскалации современных форм расизма, расовой дискриминации, ксенофобии и связанной с ними нетерпимости. Проект резолюции был подготовлен Россией в соавторстве с делегациями 36 стран. «За» высказались 129 государств-членов ООН. «Против» выступили три страны — США, Канада и Палау, 54 страны воздержались. В документе осуждалось возведение монументов эсэсовцам, мероприятия в их честь, а также разрушение и осквернение памятников воевавшим против нацистов. Аналогичные резолюции были приняты Генеральными Ассамблеями ООН в 2013 году.